# Třída Bougainville
Třída Bougainville byla třída avíz francouzského námořnictva. Jejich hlavním úkolem byla služba ve francouzských koloniích. Celkem bylo rozestavěno 10 jednotek této třídy, přičemž dokončeno jich bylo osm. Ve službě byly v letech 1932–1959. Plavidla se účastnila druhé světové války. Po porážce Francie v roce 1940 zůstala většina věrna vládě ve Vichy, přičemž dvě převzali Svobodní Francouzi. Za války bylo pět plavidel zničeno.
Avíza byla nasazena rovněž za francouzsko-thajské války, probíhající v letech 1940–1941. V lednu 1941 se avíza Dumont d'Urville a Amiral Charner účastnila střetu s thajským královským námořnictvem v bitvě u Ko Čangu.

## Stavba
Celkem bylo v letech 1927–1940 postaveno osm jednotek této třídy. Devátá byla zničena před dokončením a stavba desáté byla zrušena po spuštění na vodu.
Jednotky třídy Bougainville:
| Jméno                        | Založení kýlu | Spuštěna | Vstup do služby | Status |
| ---------------------------- | ------------- | -------- | --------------- | --- |
| Dumont D`Urville             | 1927          | 1931     | 1932            | Vyřazeno 1958. |
| Bougainville                 | 1927          | 1931     | 1932            | Podřízeno vládě ve Vichy. Dne 9. listopadu 1940 potopeno v Libreville svou sesterskou lodí Savorgnan de Brazza, patřící ke Svobodným Francouzům. |
| Savorgnan de Brazza          | 1928          | 1931     | 1932            | Roku 1940 převzato Svobodnými Francouzi. Vyřazeno 1957.                                                                                          |
| D`Entrecasteaux              | 1928          | 1931     | 1933            | V prosinci 1942 těžce poškozeno britskými plavidly při obsazení Madagaskaru, neopraveno.                                                         |
| Rigault de Genouilly         | 1930          | 1932     | 1933            | Dne 4. července 1940 v Oranu potopeno britskou ponorkou třídy P HMS Pandora (N42). Střet byl součástí britského útoku na Mers-el-Kébir.          |
| Amiral Charner               | 1930          | 1932     | 1933            | Dne 10. března 1945 potopeno v Indočíně, aby nebylo ukořistěno Japonci.                                                                          |
| D`Iberville                  | 1930          | 1934     | 1935            | Dne 27. listopadu 1942 potopeno vlastní posádkou v Toulonu, neopraveno.                                                                          |
| La Grandière (ex Ville d'Ys) | 1937          | 1939     | 1940            | Roku 1940 převzato Svobodnými Francouzi. Vyřazeno 1959.                                                                                          |
| Beautemps-Beaupré            | 1937          | 1939     | –               | Dne 24. června 1940 nedokončené potopeno. |
| Lapérouse                    | 1938          | –        | –               | Stavba zrušena. |

## Konstrukce

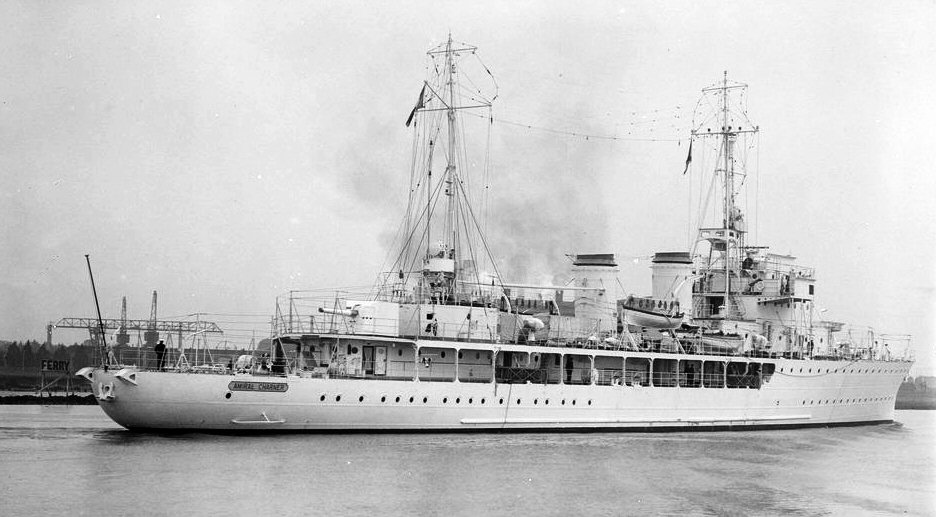
Amiral Charner

Základní výzbroj představovaly tři 138mm kanóny chráněné štíty, čtyři 37mm kanóny, šest 13,2mm kulometů a až 50 min. Byly vybaveny katapultem pro průzkumný hydroplán Gourdou-Leseurre GL-832 HY. Pohonný systém tvořily dva diesely o výkonu 3200 hp, pohánějící dva lodní šrouby. Nejvyšší rychlost dosahovala 15,5 uzlu. Dosah byl 9000 námořních mil při rychlosti 10 uzlů.